# Apogonia cupreoviridis
Apogonia cupreoviridis är en skalbaggsart som beskrevs av Hermann Julius Kolbe 1886. Apogonia cupreoviridis ingår i släktet Apogonia och familjen Melolonthidae. Inga underarter finns listade i Catalogue of Life.